# Comitati d'Azione per l'Universalità di Roma
I Comitati d'Azione per l'Universalità di Roma (CAUR) furono un'organizzazione politica italiana avente lo scopo di coltivare l'unione fra tutti i partiti fascisti presenti nel mondo, una Internazionale fascista sul modello del sovietico Komintern.

## Storia
A partire dalla fine degli anni venti il regime fascista iniziò a rivolgere lo sguardo oltre frontiera. La stagione dell'universalismo fascista fu sostenuta da numerosi gerarchi ed intellettuali e, infine, appoggiata dal Duce.
Nel luglio 1933 vennero quindi costituiti da Benito Mussolini i Comitati d'Azione per l'Universalità di Roma (CAUR) su ispirazione di Asvero Gravelli e affidati poi alla presidenza di Eugenio Coselschi. Quest'ultimo, militare ed ex-attendente di Gabriele D'Annunzio a Fiume, gettò le basi dell'organizzazione con il sostegno di Fulvio Suvich e Dino Alfieri.
Venne in questo modo creata la base di un'Internazionale fascista, per molti aspetti speculare al Komintern comunista, con una struttura organizzata e composta da ispettori itineranti, intelligence, attività ai limiti della cospirazione, propaganda.
I CAUR ebbero inizialmente il compito di inquadrare i simpatizzanti stranieri residenti in Italia e, in prospettiva, di preparare il terreno all'estero mediante la creazione di una rete di rapporti tra il partito-guida italiano ed i suoi epigoni.
Obbiettivo di fondo e principio ispiratore di Gravelli era però quello di creare una sorta di panfascismo, ossia una sorta di unione e collaborazione tra tutti i movimenti e le esperienze fasciste europee, in modo da creare un'unità continentale fascista opposta a quella dei pensatori di fazione democratica. In quest'ottica, i Comitati d'Azione per l'Universalità di Roma dovevano mostrare ed affermare la superiorità del fascismo nei confronti delle dottrine avversarie, liberalcapitalismo e marxismo, in modo da aggregare i movimenti e gli intellettuali fascisti europei attorno al fascismo italiano, al mito della latinità e alla figura del Duce.
Essi si trovarono subito di fronte alla difficoltà di dare una definizione univoca di "fascismo", date le grandi differenze riscontrate nei partiti che si definivano tali, inoltre furono a volte accusati di costituire una vera e propria organizzazione di intelligence per l'infiltrazione del fascismo all'estero.
Nel 1934 organizzarono il Congresso Fascista di Montreux. E a Montreux si tenne anche la seconda conferenza mondiale nell'aprile 1935.
Nel settembre del 1938, durante il messaggio rivolto all'"Internazionale fascista" di Erfurt, il presidente dei CAUR Eugenio Coselschi si richiamava tra l'altro alla "saggezza del Corano", in opposizione alle "nefaste dottrine che propongono l'assoggettamento di tutte le nazioni e di tutte le razze alla tirannia di un'unica razza sottomessa alle prescrizioni del Talmud". Si fanno insomma sempre più frequenti, nel corso degli anni trenta, i richiami ad una "costruttiva collaborazione fra due inestimabili forze spirituali quali il Fascismo e l'Islamismo.
Furono sciolti nel 1939.

## Ideologia
Rifacendosi all'esperienza italiana, l'internazionale accettava qualsiasi variante del fascismo (compreso il nazionalsocialismo).